# Wargaming.net
Wargaming.net est une entreprise chypriote de développement de jeux vidéo de stratégie fondée en 1998 par le biélorusse Victor Kisly. Son siège social est basé à Nicosie (Chypre), la société possède des bureaux à Nicosie (Chypre), Prague (Tchéquie), Kiev  (Ukraine), Paris (France), Chicago (Illinois), Baltimore (Maryland), Berlin (Allemagne), Copenhague (Danemark), Guildford (Angleterre), Vilnius (Lituanie).
Les principaux jeux vidéo développés par le studio sont liés à la franchise « World of » (World of Tanks, World of Warplanes et World of Warships). Le studio est également à l'origine des séries Order of War et Massive Assault.

## Histoire
(mai 2025).
Si vous disposez d'ouvrages ou d'articles de référence ou si vous connaissez des sites web de qualité traitant du thème abordé ici, merci de compléter l'article en donnant les références utiles à sa vérifiabilité et en les liant à la section « Notes et références ».

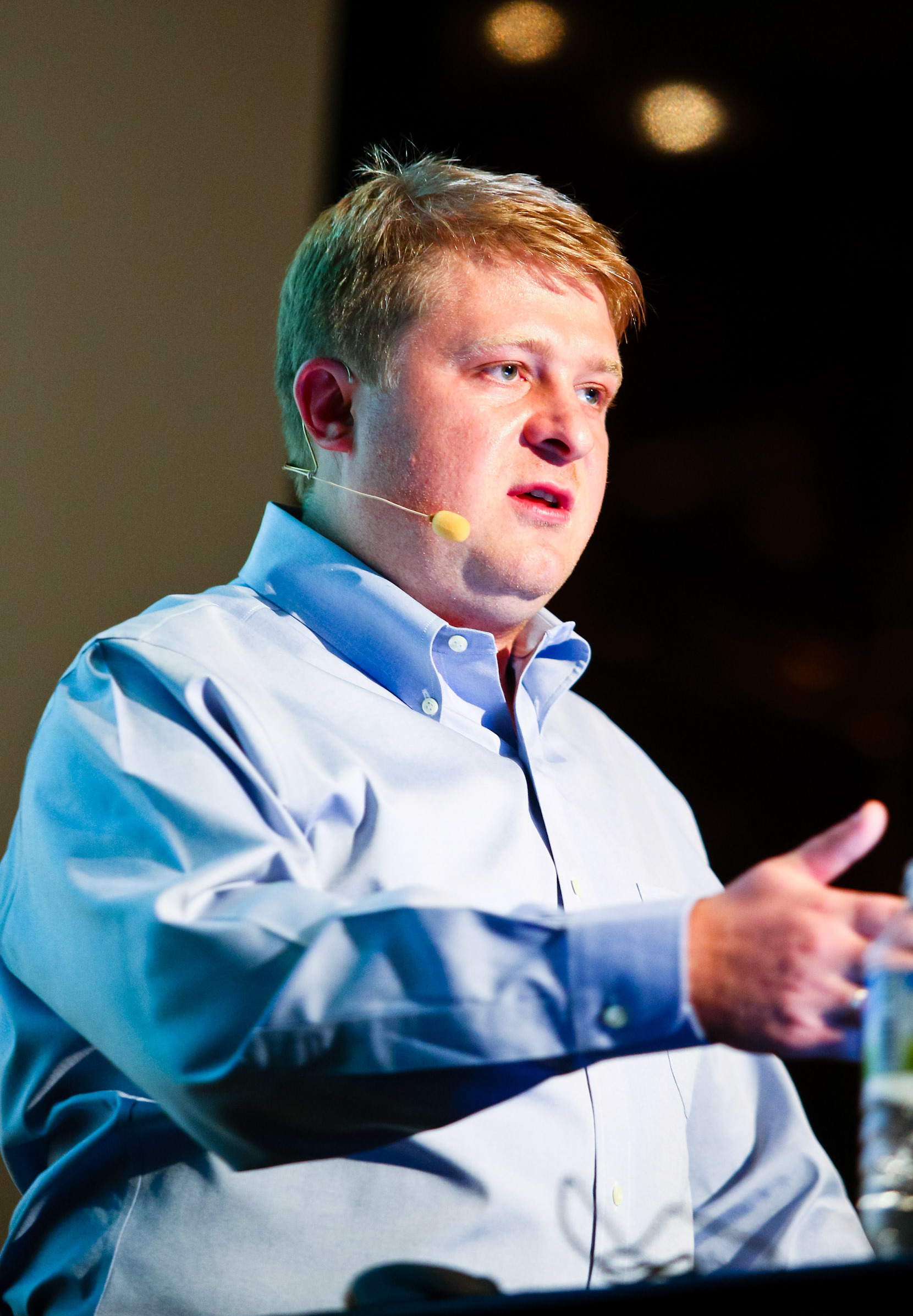
Victor Kislyi, fondateur et dirigeant de Wargaming, à la Game Developers Conference 2012

Wargaming a été fondé par Victor Kislyi à Minsk le 2 août 1998 en envisageant la société en tant que développeur de Jeu vidéo de stratégie.
Le premier projet de l'entreprise fut « DBA Online », la version numérique d'un jeu de guerre avec figurines « De Bellis Antiquitatis », lancé en 2000. Puis Wargaming a commencé à travailler sur son premier projet commercial à grande échelle avec un virage du côté de la science-fiction par le jeu de stratégie Massive Assault, en mars 2002 qui donna une franchise Massive Assault.
Le 16 novembre 2007, Wargaming a acquis le développeur basé à Minsk Arise.
En décembre 2008, la société a publié son premièr jeu de stratégie en temps réel Operation Bagration. 
Le 16 avril 2009, Wargaming a commencé à travailler sur le jeu de stratégie en temps réel Order of War. Il a été publié par Square Enix le 18 septembre 2009.
Le 12 août 2010, la société a publié son premier titre en ligne, World of Tanks. 
Le 23 janvier 2011, Guinness a déclaré que le serveur russe de World Of Tanks a battu le record du maximum de joueurs en ligne avec 91,311 utilisateurs simultanés. En novembre 2011, World of Tanks atteint un nouveau record de 250 000 joueurs.
Le 12 avril 2011, World of Tanks est sorti en Amérique du Nord et en Europe.
En 2011, Wargaming déplace son siège social de Minsk à Nicosie, à Chypre. Depuis le 17 août 2015, ses quartiers généraux sont situés près du palais présidentiel à Nicosie, dans un bâtiment anciennement connu sous le nom de bâtiment du président. Le quartier général de Wargaming Europe, responsable des opérations en Europe, est quant à lui établi à Paris depuis juillet 2011[source insuffisante].
Le 3 août 2011, la société a créé une présence directe en Amérique du Nord en ouvrant un bureau à San Francisco. À l'E3 2011, Wargaming a annoncé la suite de World of Tanks, le jeu d'action en ligne de combat aérien World of Warplanes. Lors de la Gamescom 2011, la société a dévoilé le troisième volet de sa saga militaire, le jeu d'action naval en ligne World of Warships.
En octobre 2011, Wargaming a annoncé le jeu MMO de cartes à collectionner en ligne World of Tanks: Generals. Tout au long de 2011, Wargaming a rejoint des partenariats stratégiques avec Persha Studia, Lesta Studio et DAVA Consulting, chacun exploitant des projets distincts dans le cadre de Wargaming.
Le 21 février 2012, la version Android de World of Tanks Assistant, l'application mobile de World of Tanks, a été lancée en Europe et en Amérique du Nord. En mai 2012, Wargaming est entré sur le marché coréen des jeux en ouvrant une filiale à Séoul. Wargaming s'est lancé dans une initiative de rebranding et a annoncé le service Wargaming.net, qui unira ses jeux et services en un seul univers de bataille en juin 2012.
Le 7 août 2012, Wargaming a acquis la société australienne BigWorld Technology qui a apporté en interne le développement du middleware pour ses projets MMO. Dans un rapport annuel pour la Bourse de Chypre (CSE) en 2012, les revenus de Wargaming ont été déclarés à 217,9 millions d'euros, avec un bénéfice net de 6,1 millions d'euros. Les actions de Wargaming ont été radiées de la cote du CSE en 2015, et elle reste une société privée à ce jour.
Wargaming.net acquiert Day 1 Studios en janvier 2013 pour un montant de 20 millions de dollars, puis Gas Powered Games en février 2013, et enfin BigWorld le 7 août 2013. Rebaptisés Wargaming Chicago-Baltimore, les studios développent World of Tanks : Xbox 360 Edition (février 2014), Xbox One (juillet 2015) et PlayStation 4 (janvier 2016).
Le 12 février 2013, Wargaming a annoncé sa propre ligue d'esports, la Wargaming.net League. La société a acquis Gas Powered Games le 14 février 2013. Le 26 mars 2013, Wargaming a annoncé World of Tanks Blitz, un jeu MMO mobile centré sur le combat de chars disponible pour smartphones et tablettes. Le jeu est sorti sur iOS en juin 2014. Depuis 2016, World of Tanks Blitz est disponible sur iOS, Android, Windows 10 et Mac OS X. Wargaming s'est implanté sur le marché japonais des jeux en ouvrant un bureau à Tokyo le 29 mai 2013. Le 22 juillet 2013, la société a acheté les propriétés intellectuelles de Total Annihilation et de Master of Orion dans le cadre de la procédure de faillite d'Atari.
En juillet 2015, Wargaming a lancé WG Labs en tant que division qui agirait en tant qu'éditeur tiers pour les développeurs externes. La création de la division a été principalement motivée par le partenariat de Wargaming avec le studio indépendant NGD Studios et leur jeu, Master of Orion. En octobre, la société a également rebaptisé DropForge, un studio de jeux mobiles basé à Bellevue, dans l'État de Washington, fondé en 2013 par David Bluhm, sous le nom de WG Cells. WG Cells a été fermé en août 2016.
La division WG Labs de Wargaming a publié une réimagination de Master of Orion en août 2016. Le jeu a été développé par les studios argentins NGD. En novembre 2016, Wargaming, SEGA et Creative Assembly ont annoncé un nouveau partenariat stratégique qui verra Total War: ARENA publié dans le monde entier. Depuis 2016, Wargaming détient une part importante de la Hellenic Bank (le groupe Third Point de Daniel S. Loeb est l'autre actionnaire principal de la banque basée à Chypre) et a manifesté son intérêt pour l'achat d'actifs immobiliers à Chypre pour son utilisation et son investissement. Wargaming est devenu le plus gros contribuable de Chypre.

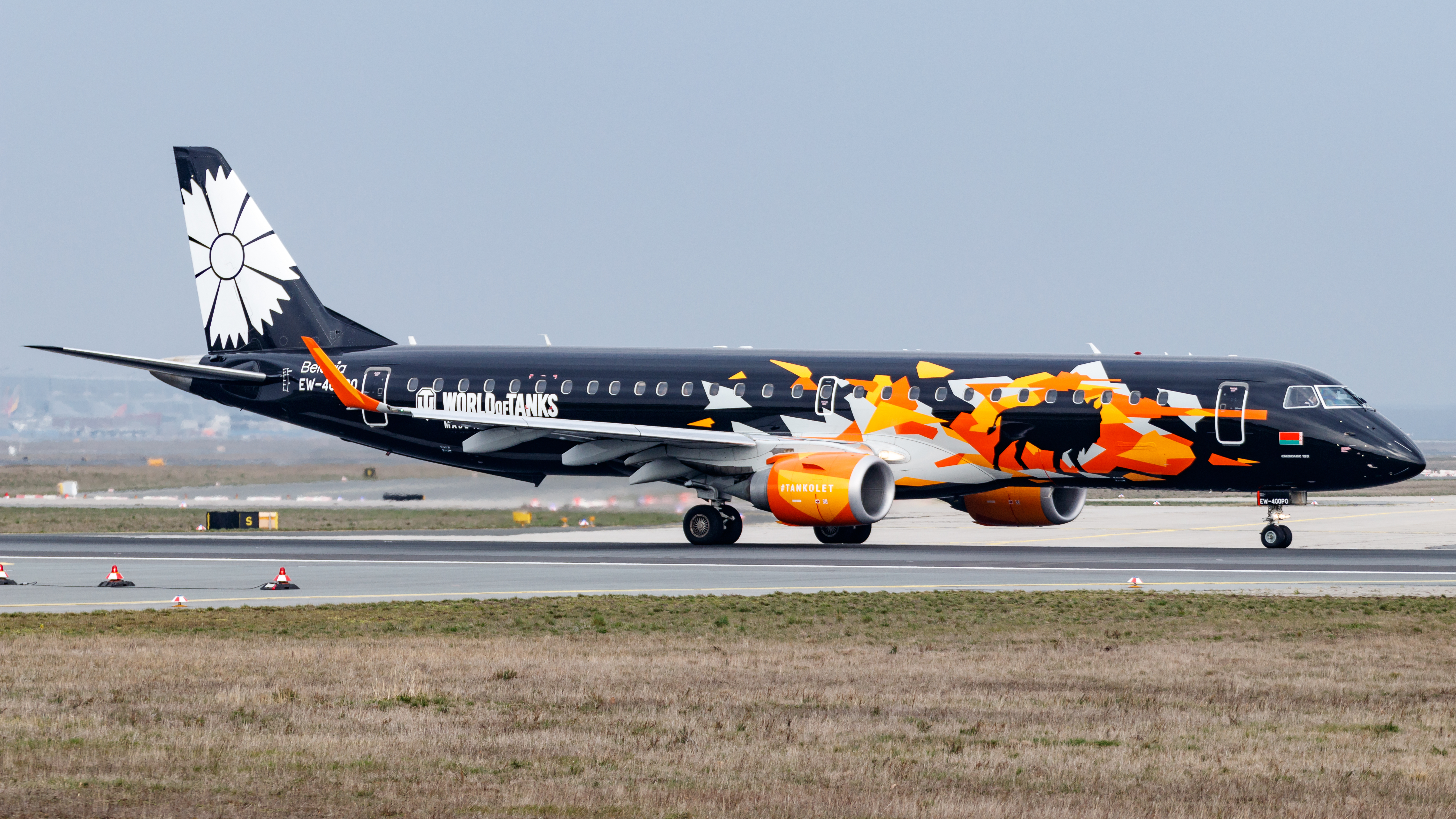
Avion de ligne Embraer 195 de la compagnie biélorusse Belavia décoré World of Tanks en 2019

Le 15 juin 2017, Wargaming lance une division centrée sur le développement et la publication de jeux sur mobiles, appelée Wargaming Mobile.
En avril 2020 l'entreprise ouvre un nouveau studio en Lituanie.
Le 26 février 2022, Sergey Burkatovskiy, le directeur créatif de World of Tanks, déclare soutenir l'invasion russe de l'Ukraine. La direction de Wargaming explique alors que « l'opinion de Sergey est en totale contradiction avec la position de l'entreprise » et décide donc de le licencier. La société déclare également que « l'ensemble de [son] personnel se concentre désormais sur l'aide à apporter [aux] plus de 550 collègues de Kiyv et à leurs familles »,,. Par ailleurs, en mars 2022, Wargaming fait un don d'un million de dollars à la Croix Rouge ukrainienne, « pour soutenir les hôpitaux et les médecins ukrainiens, ces citoyens qui ont été déplacés et d’autres activités vitales de l’organisation humanitaire selon les besoins »,.
Suite à cela, le 31 mars 2022, Wargaming quitte la Russie et la Biélorussie, fermant donc ses studios à Minsk, Moscou et Saint-Pétersbourg, malgré « des pertes [financières] substantielles », estimées à plus de 250 millions de dollars,,. 
En avril 2025, la Russie saisit les actifs de Lesta Studios, le développeur de World of Warships, en raison de son soutien à l'Ukraine. Le parquet interdit également à Malik Khatazhaev (propriétaire de Lesta) et Viktor Kisly (propriétaire de Wargaming) d'exercer tout type d'activité commerciale dans le pays, les accusant d’« activités extrémistes ». Il reproche en effet à Wargaming d'avoir organisé la campagne Wargaming United to Support Ukraine, qui visait à financer des ambulances pour les secours ukrainiens. Bien que Wargaming se soit retiré de Russie et de Biélorussie en 2022, en transférant ses actifs à Lesta sans compensation et en leur laissant l'exploitation et la maintenance de ses jeux au sein des deux pays, les autorités russes considèrent ce lien suffisant pour justifier la saisie,.

## Jeux développés
| Titre                               | Date de sortie      | Plates-formes                                       |
| ----------------------------------- | ------------------- | --------------------------------------------------- |
| Iron Age                            | 1995                | Windows                                             |
| DBA Online                          | 2000                | Windows                                             |
| Massive Assault                     | 2003                | Windows                                             |
| Massive Assault Network             | 2004                | Windows                                             |
| Domination                          | 2005                | Windows                                             |
| Massive Assault Network 2           | 2006                | Windows                                             |
| Galactic Assault: Prisoner of Power | 2007                | Windows                                             |
| Order of War                        | 2009                | Windows                                             |
| Order of War: Challenge             | 2010                | Windows                                             |
| World of Tanks                      | 2010                | Windows, macOS, Xbox 360, Xbox One, PlayStation 4   |
| World of Warplanes                  | 2013                | Windows                                             |
| World of Tanks Blitz                | 2014                | iOS, Android,Windows, macOS, Nintendo Switch (2020) |
| World of Warships                   | 2015                | Windows                                             |
| World of Tanks Generals             | 2015                | Windows, macOS, Linux, iOS, Android                 |
| Master of Orion: Conquer the Stars  | 2016                | Windows, macOS, Linux                               |
| Hybrid Wars                         | 2016                | Windows, macOS, Linux                               |
| World of Warships Blitz             | 2018                | iOS, Android                                        |
| Total War Arena                     | 2018 (bêta ouverte) | Windows                                             |
| World of Warships Legends           | 2019                | PlayStation 4, Xbox one                             |
| Bowling Crew                        | 2020                | iOS, Android                                        |